# Marcel Benda
Marcel Benda (* 15. května 1973) je bývalý český fotbalista.

## Fotbalová kariéra
V české lize hrál za FC Vítkovice a FC Karviná. Nastoupil celkem v 5 utkáních. Ve druhé lize hrál za FC Karviná a FC Svit Zlín, nastoupil v 16 utkáních a dal 2 góly.

## Ligová bilance
| Ročník                          | Zápasy | Góly | Klub         |
| ------------------------------- | ------ | ---- | ------------ |
| 1. česká fotbalová liga 1993/94 | 4      | 0    | FC Vítkovice |
| 1. česká fotbalová liga 1996/97 | 1      | 0    | FC Karviná   |
| CELKEM                          | 5      | 0    |              |